# 小行星7363
小行星7363（7363 Esquibel）是一颗绕太阳运转的小行星，为主小行星带小行星。该小行星于1996年3月18日发现。

## 轨道参数
小行星7363的轨道半长轴为2.7571257 UA，离心率为0.121。